# Oklahoma City Blue
Die Oklahoma City Blue sind eine US-amerikanische Basketballmannschaft, die in der NBA G-League spielen und in Oklahoma City, Oklahoma beheimatet sind.

## Geschichte
Die 66ers sind nach der berühmten Route 66 benannt, da diese durch Tulsa verläuft und weil sie früher eine große wirtschaftliche Rolle spielte. Das Team verfügt über einen verbundenen Club in der NBA: die Oklahoma City Thunder. Bis zur Saison 2005/06 hatte das Team den Namen Asheville Altitude und spielte im Asheville Civic Center in Asheville, North Carolina, wo sie zwei D-League-Meisterschaften gewannen. Der Name des Teams hatte mit den Blue Ridge Mountains zu tun. Asheville Altitude war eines der Gründerteams der NBA Gatorade League.
Am 31. Juli 2008 kündigten die 66ers an, dass Clayton Bennett des Professional Basketball Club LLC (Inhaber der Oklahoma City Thunder) zugestimmt hatte, die 66ers zu kaufen. Damit wurde das Team das dritte nach den Los Angeles D-Fenders und den Austin Toros, das einem NBA-Team gehörte. Gemäß den Bedingungen dieses Abkommens sind die 66ers nur das Farmteam der Thunder und keines anderen Teams. Die Milwaukee Bucks hatten die 66ers auch als Farmteam, haben als Farmteam aber jetzt die Fort Wayne Mad Ants.
In der Saison 2010/11 war das Team 14 Spiele in Folge ungeschlagen und stellte damit einen neuen Rekord auf, um dann im 15. Spiel am 30. Januar 2011 den Maine Red Claws mit 106:109 zu unterliegen.
Zur Spielzeit 2014/15 zog das Team nach Oklahoma City um, da die bisherige Heimhalle in Tulsa nicht länger zur Verfügung stand. Mit der Umsiedlung ging auch eine Umbenennung zu Oklahoma City Blue einher. Neue Heimspielstätte wurde das Cox Convention Center mit 13.846 Sitzplätzen. 
Seit 2021 tragen die City Blue ihre Heimspiele im Paycom Center aus.

## Bekannte ehemalige Spieler
- Robert Vaden
- Brandon Rush
- Ramon Sessions
- Shaun Livingston
- Ersan İlyasova
- Ronald Dupree